# Demidovy
Demidovy (russisk: Демидовы) er en sovjetisk historisk spillefilm fra 1983 instrueret af Jaropolk Lapsjin.
Filmens tema er centreret om dynastiet af de første industrialister i Rusland.

## Handling
Handlingen i den første del er baseret på historien om forholdet mellem Demidov-familien og Peter den Store. Akinfij Demidov får på kort tid iværksat produktion af råjern og kanoner, hvilket leder til russisk sejr i vigtige militære konflikter.  Samtidig er Akinfij Demidov forelsket i en bondekvinde, men hans far sender ham til Ural for at styre fabrikkerne der. I anden del får Akinfij indflydelse i Ural og kan udfordre den lokale magthaver Biron, der er kendt for sin listighed og grusomhed.

## Medvirkende
- Jevgenij Jevstignejev som Nikita Antufijev-Demidov
- Vadim Spiridonov som Akinfij Demidov
- Aleksandr Lazarev som Peter den Store
- Leonid Kuravljov som Aleksandr Mensjikov
- Mikhail Kozakov som Biron